# Kernsmelting

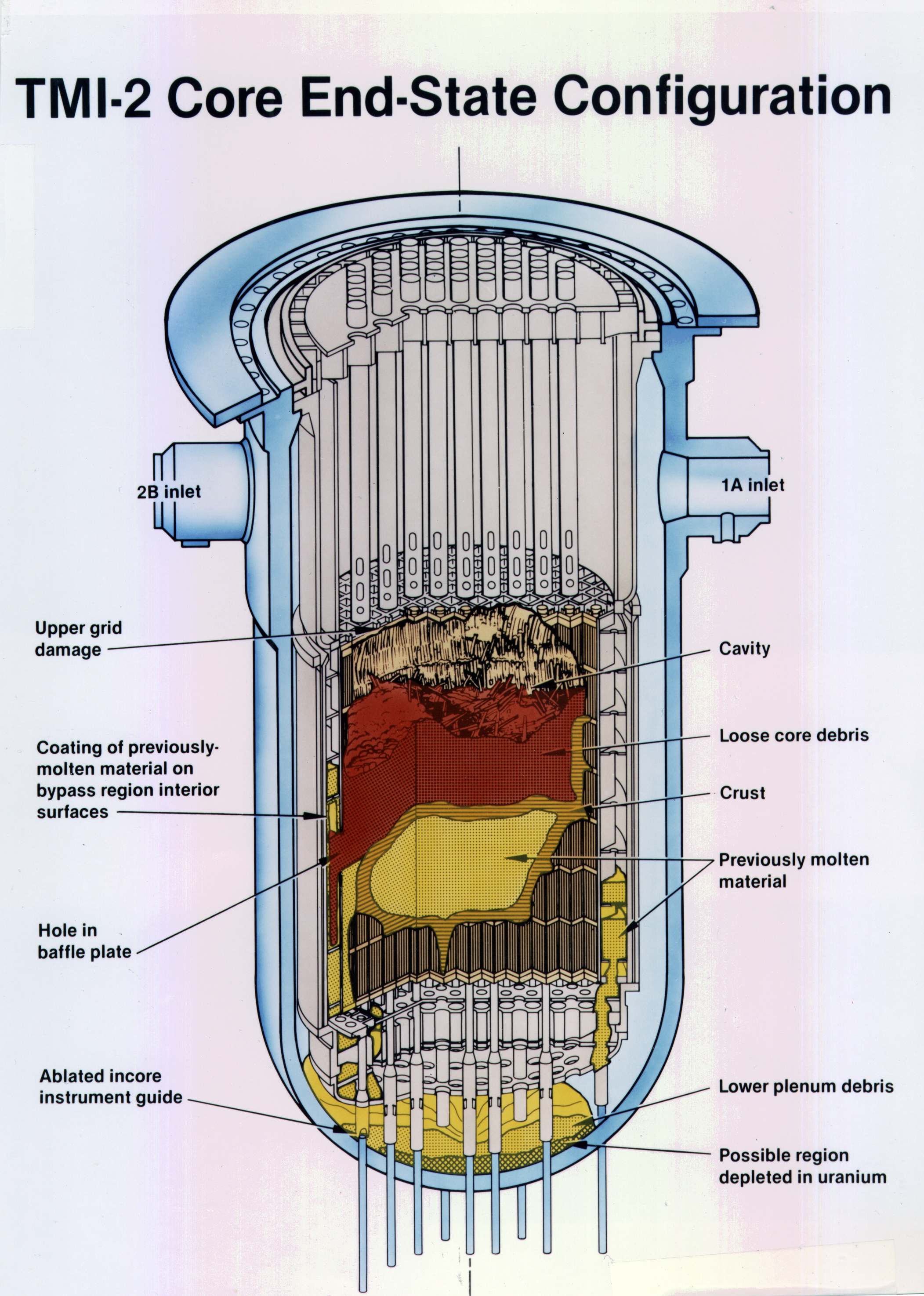
Weergave van de uiteindelijke situatie in reactor 2 van de kerncentrale Three Mile Island na het ongeval in 1979

Een kernsmelting of meltdown is een ongeluk met een kernreactor waarbij de kern van de reactor oververhit raakt en brandstofelementen smelten. Dit gebeurt wanneer de reactorkern niet voldoende gekoeld wordt, een zogenaamd loss-of-coolant accident (LOCA). Dit kan bijvoorbeeld het gevolg zijn van verlies van het externe elektriciteitsnetwerk of een breuk in het primaire circuit.

## Mogelijke gevolgen
Een meltdown kan tot gevolg hebben dat radioactief materiaal vrijkomt en maakt in ieder geval de reactor onbruikbaar tot de kern is gerepareerd of vervangen. In een zeer ernstig scenario zou de nucleaire kettingreactie uit de hand kunnen lopen en de reactormassa zich door de bodem van het reactorvat en het reactorgebouw heen de grond in smelten. In de gevallen waarin een (gedeeltelijke) kernsmelting daadwerkelijk optrad, was hiervan geen sprake.

## Voorzorgsmaatregelen
Een normale reactorkern is zodanig opgebouwd dat de verschillende elementen op een veilige manier uit elkaar kunnen gehaald worden. Na een kernsmelting kan de reactor niet meer gebruikt worden. Vaak is de reparatie onmogelijk en ontmanteling delicaat.
De meeste moderne reactoren hebben, in tegenstelling tot sommige ontwerpen uit de voormalige Sovjet-Unie, enkele inherente veiligheidsmechanismen die ervoor zorgen dat in abnormale omstandigheden de reactor subkritisch wordt en de kettingreactie stopt. Zo is in watergekoelde reactoren het water zowel koelmiddel als moderator, waardoor bij een verlies van koelwater in principe de reactie stopt. Daarnaast is het gebruikelijk dat bij technische storingen of bijvoorbeeld een aardbeving de reactor zeer snel wordt uitgeschakeld (een zogeheten noodstop of scram) door de regelstaven binnen enkele seconden volledig in te brengen, waardoor de reactor 'subkritisch' wordt en de kettingreactie stopt.
Een reactor hoeft echter niet kritisch te zijn (dat wil zeggen er hoeft geen kettingreactie te lopen) om een meltdown te krijgen. Ook na uitschakelen van de reactor blijft deze nog een aanzienlijke tijd warmte produceren: de kortlevende radioactieve splijtingsproducten leveren nog restwarmte door hun radioactief verval, 5-6% van het oorspronkelijke vermogen van de reactor. De reactor moet daarom ook na uitschakeling worden gekoeld, en bij onvoldoende koeling (bijvoorbeeld in watergekoelde reactoren wanneer de splijtstofelementen gedeeltelijk droog komen te staan) kunnen brandstofelementen alsnog smelten. In de praktijk zijn meltdowns vaak opgetreden nadat een reactor al was uitgeschakeld. De gesmolten en gestolde massa op de bodem van het reactorvat wordt ook wel corium genoemd. In een ernstig geval kan de gesmolten kernbrandstof samensmelten en opnieuw kritisch worden.

## Voorbeelden

### Three Mile Island
Bij het ongeval met de kerncentrale Three Mile Island bij Harrisburg in de Verenigde Staten was de reactor uitgeschakeld nadat er een probleem gedetecteerd was in het secundaire circuit. Door een probleem met een defecte klep en gebrekkige instrumentatie (waardoor de operators niet konden zien wat er mis was) verdween een groot deel van het koelwater uit het systeem, en smolt een deel van de reactorbrandstof.

### Tsjernobyl
De oorzaak van de ramp van Tsjernobyl was geen kernsmelting. Tsjernobyl was een grafietgemodereerde reactor waar de reactie uit de hand liep. Hierdoor nam de temperatuur toe en daarmee de druk, totdat het reactorvat explodeerde. Vervolgens kon ook de restwarmte niet meer afgevoerd worden en het restant van de kern is gedeeltelijk gesmolten. Dat heeft echter weinig bijgedragen aan de omvang van deze ramp, omdat de gesmolten reactorkern niet door de keldervloer heen is geraakt.

### Fukushima I
Na een zeebeving nabij Sendai op 11 maart 2011 werden de vier reactoren van de centrale Fukushima I automatisch afgeschakeld. Nadat de dieselaggregaten voor de noodkoeling ongeveer een uur hadden gewerkt vielen deze ten gevolge van de tsunami uit, waardoor de reactorkern onvoldoende kon worden gekoeld. Hoewel later met zeewater voldoende koeling kon worden gekregen, bleven problemen aanhouden bij verschillende reactoren in het complex. In reactor 1 is de reactorbrandstof volledig gesmolten. Ook ontstonden koelproblemen met splijtstofstaven in een splijtstofbassin waarbij de mogelijkheid ontstond dat in dat open bassin een kernsmelting plaats kon vinden. In reactor 2 en 3 zijn de regelstaven eveneens gesmolten dan wel beschadigd (voor respectievelijk 35% en 30%).

## China Syndrome
Het scenario waarin de reactorkern de grond in smelt, wordt wel China Syndrome genoemd, alsof de kern dwars door de Aarde zou kunnen smelten en dan aan de andere kant van de wereld – gemakshalve voorgesteld als China – zou uitkomen. De term kreeg grote bekendheid door de film The China Syndrome (1979), en het eerder genoemde ongeluk met de kerncentrale Three Mile Island dat 12 dagen na de première van deze film optrad.